# Radhi
Radhi este o comună din departamentul Tamchekett, Regiunea Hodh El Gharbi, Mauritania, cu o populație de 7.937 locuitori.